# Celebrity Summit
El GTS Celebrity Summit es un crucero de la Clase Millennium operado por Celebrity Cruises, una subsidiaria de Royal Caribbean Group y, como tal, uno de los primeros cruceros en ser propulsado por turbinas de gas más respetuosas con el medio ambiente. Originalmente llamado Summit, fue renombrada con el prefijo Celebrity en 2008.